# العامل الفلبيني في الخارج

علم الفلبين

العامل الفلبيني في الخارج (بالإنجليزية: Overseas Filipino Worker)‏ (OFW) هو مصطلح يستخدم غالبًا للإشارة إلى العمال المهاجرين الفلبينيين، الأشخاص الذين يحملون الجنسية الفلبينية والذين يقيمون في بلد آخر لفترة محدودة من العمل. هناك أكثر من 10 ملايين فلبيني يعملون في الخارج، مما يجعل الفلبين «واحدة من أكبر الدول المصدرة للعمالة».

## علم أصول الكلمات
تم استخدام مصطلح «العامل الفلبيني في الخارج» (OFW) في وقت مبكر من التسعينيات للإشارة إلى العمال المهاجرين الفلبينيين، عندما تم سن القانون الجمهوري رقم 8042، المعروف أيضًا باسم قانون العمال المهاجرين والفلبينيين في الخارج لعام 1995. تم اعتماد المصطلح رسميًا من قبل الحكومة الفلبينية عندما تبنت إدارة التوظيف الفلبينية في الخارج (POEA) قواعد ولوائح POEA لعام 2002 التي تحكم توظيف وتوظيف العمال المقيمين في الخارج. تاريخيًا، لا سيما أثناء إدارة الرئيس فرديناند ماركوس، تم استخدام مصطلح «العامل المتعاقد في الخارج» (OCW).
للأغراض الإحصائية والاحتمالية، يشير مصطلح «العامل المتعاقد في الخارج» إلى العمال الفلبينيين العاملين في الخارج بعقد عمل نشط، في حين أن العمال الفلبينيين الفلبينيين الذين ليسوا عمالاً في الخارج هم عمال مهاجرون ليس لديهم حاليًا عقد ولديهم عقد خلال فترة زمنية معينة.

## تاريخ

### أوائل القرن العشرين
كان العمال المهاجرون الفلبينيون يعملون خارج الجزر الفلبينية في وقت مبكر من القرن العشرين، عندما تم نشر العمال الزراعيين الفلبينيين في هاواي لتلبية احتياجات العمالة المؤقتة في القطاع الزراعي في الأراضي الأمريكية آنذاك. ثم ذهب العمال الفلبينيون إلى البر الرئيسي للولايات المتحدة للعمل في الفنادق والمطاعم ومناشر الخشب، بالإضافة إلى الانخراط في بناء السكك الحديدية. كما عملوا في مزارع في كاليفورنيا وفي صناعة التعليب في منطقة ألاسكا الأمريكية آنذاك. كما خدم بعض الفلبينيين في الجيش الأمريكي خلال الحرب العالمية الثانية.

### بعد الحرب العالمية الثانية
بعد نهاية الحرب العالمية الثانية، أصبح بعض الفلبينيين الذين خدموا في الجيش الأمريكي مواطنين أمريكيين. شهدت الولايات المتحدة أيضًا هجرة متزايدة للمهنيين الطبيين والمحاسبين والمهندسين وغيرهم من العمال الفنيين الفلبينيين بعد الحرب. من الخمسينيات إلى الستينيات، بدأ العمال المتعاقدون غير المحترفين بالهجرة إلى بلدان آسيوية أخرى. عمل الفنانون والحلاقون والموسيقيون في شرق آسيا، وعمل الحطابون في كاليمانتان، الجزء الإندونيسي من جزيرة بورنيو.

### بداية الهجرة النظامية
وفقا لوزارة العمل والتوظيف الفلبينية، بدأت «الهجرة النشطة والمنهجية» للفلبينيين للعمل المؤقت بحلول الستينيات، عندما بدأت حكومة الولايات المتحدة والمتعاقدون مع القوات المسلحة الأمريكية والوكالات المدنية في تجنيد الفلبينيين للعمل في الوظائف في قطاع البناء والخدمات. عمل الفلبينيون أيضًا في مناطق مختارة في المحيط الهادئ وجنوب شرق آسيا، وهي اليابان وتايلاند وفيتنام والأراضي الأمريكية في غوام وجزيرة ويك.
بدأ المزيد من العاملين الطبيين الفلبينيين أيضًا في البحث عن عمل في أستراليا وكندا والولايات المتحدة، مما دفع الحكومة الفلبينية إلى وضع قانون عمل جديد في عام 1974، والذي شمل العمال المهاجرين الفلبينيين في نطاقه. صدر قانون العمل هذا، المعروف أيضًا باسم المرسوم الرئاسي 442، من قبل الرئيس آنذاك فرديناند ماركوس بعد فترة وجيزة من إعلان الأحكام العرفية في الفلبين. أنشأ المرسوم رسميًا برنامج توظيف وتنسيب «لضمان الاختيار الدقيق للعمال الفلبينيين لسوق العمل في الخارج لحماية الاسم الجيد للفلبين في الخارج». تم إنشاء ثلاث وكالات حكومية لتلبية احتياجات العمال المهاجرين الفلبينيين: المجلس الوطني للبحارة، ومجلس تنمية العمالة في الخارج، ومكتب خدمات التوظيف، والتي تم دمجها لاحقًا في عام 1978 لإنشاء إدارة التوظيف الفلبينية في الخارج. كان من المفترض أن تكون سياسة العمل لماركوس برنامج توظيف قصير الأجل وتقليل حاجة البلاد إلى النقد الأجنبي.
بدأ أيضًا توظيف عمال البناء والمهندسين من قبل الشركات متعددة الجنسيات في الدول الغنية بالنفط في الشرق الأوسط، والتي كانت تشهد ازدهارًا اقتصاديًا.

### ثورة ما بعد سلطة الشعب
بعد إقالة فرديناند ماركوس من منصبه في أعقاب ثورة سلطة الشعب في فبراير 1986، أصدر خليفته كورازون أكينو الأمر التنفيذي رقم 126، والذي أعاد تسمية صندوق الرفاه باسم إدارة رعاية العمال الأجانب (OWWA). في عام 1995، أصبح القانون الجمهوري 8042، أو قانون العمال المهاجرين والفلبينيين في الخارج، قانونًا.
700,000 من البحارة في العالم يأتون من الفلبين، وهي أكبر مصدر للبحارة في العالم؛ في عام 2018، أرسل البحارة الفلبينيون إلى أوطانهم ما يعادل 6.14 مليار دولار أمريكي.
أعلن الرئيس رودريغو دوتيرتي أنه في عام 2021 ستحد الفلبين من العدد السنوي للمهنيين الصحيين (بما في ذلك الممرضات) الذين ترسلهم إلى الخارج إلى 5,000، من حوالي 13,000 يغادرون حاليًا كل عام.

## سياسة الحكومة

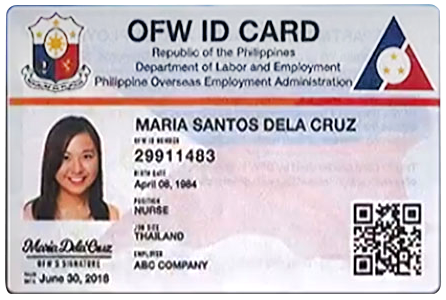
نموذج رسمي لبطاقة هوية عاملة فلبينية في الخارج (OFW).

صرحت الحكومة الفلبينية رسميًا لعقود من الزمن أنها لا تحافظ على سياسة تصدير العمالة، واستمرت في المطالبة بذلك اعتبارًا من عام 2012.

### وكالات
خلال رئاسة فرديناند ماركوس، تم إنشاء ثلاث وكالات حكومية لتلبية احتياجات العمال المهاجرين الفلبينيين، وهي:
1. المجلس الوطني للبحارة (National Seamen Board): «تطوير والحفاظ على برنامج شامل للبحارة الفلبينيين العاملين في الخارج»
2. مجلس تنمية التوظيف بالخارج (Overseas Employment Development Board) - «لتعزيز التوظيف في الخارج للعمال الفلبينيين من خلال برنامج شامل للسوق والتنمية»
3. مكتب خدمات التوظيف (Bureau of Employment Services) - مسؤول عن تنظيم «مشاركة القطاع الخاص في توظيف العمال (المحليين والأجانب)».

في عام 1982، تم توحيد هذه الوكالات الثلاث لإنشاء إدارة التوظيف الفلبينية في الخارج (POEA)، والتي أصبحت فيما بعد وكالة ملحقة بوزارة العمل والتوظيف.

### استقبال
استشهد المهاجر الحزبي لسببين أن الحكومة الفلبينية وضعت سياسة تصدير عمالة أكثر منهجية خلال إدارة فرديناند ماركوس: لقمع المعارضة الناجمة عن البطالة المحلية الهائلة والأزمة السياسية، وتعزيز النقد الأجنبي من التحويلات.

## تجنيد
إدارة التوظيف الفلبينية في الخارج (POEA) هي وكالة حكومية مكلفة بالإشراف على وكالات توظيف العمالة في الفلبين. تم تفويض وكالات التوظيف والنشر من قبل الإدارة لمراقبة وضع العمال الفلبينيين في الخارج، بما في ذلك ما إذا كانوا مع أصحاب العمل المفترضين وإذا كان أصحاب العمل يقدمون المساعدة للعامل الفلبيني في حالة الطوارئ.

## تحصيل الضرائب
التحويلات المرسلة من قبل العمال الفلبينيين في الخارج إلى الفلبين من الخارج لا تخضع نفسها للضرائب من قبل الحكومة الفلبينية، التي ليس لها ولاية قضائية على التحويلات الأجنبية. ومع ذلك، يتم فرض ضريبة القيمة المضافة على رسوم التحويل التي تتقاضاها شركات الحوالات. بموجب المرسوم الرئاسي رقم 1183 والقانون الجمهوري رقم 8042، أو قانون العمال المهاجرين والفلبينيين في الخارج لعام 1995، يُعفى العمال الفلبينيون في الخارج من ضريبة السفر ورسوم محطة المطار عند السفر خارج الفلبين من داخل البلاد.

## العاملات الفلبينيات بالخارج
على الرغم من حصول العديد من العمال المهاجرين الفلبينيين على التعليم العالي والعمل كممرضات ماهرات، 58 من أصل 100 عاملة فلبينية في الخارج تعمل كعاملة غير ماهرة مقارنة بـ 13 من أصل 100 عامل فلبيني في الخارج في مسح عام 2007. غالبًا ما تلبي النساء الفلبينيات «الطلب على الأعمال المنزلية غير الماهرة منخفضة الأجر في البلدان ذات الدخل المرتفع». يتم تشجيعهم على تولي هذه الوظائف في الخارج بسبب ارتفاع معدلات البطالة في الفلبين والاقتصاد المستفيد من التحويلات.

### التأثير على الصحة النفسية
على الرغم من الفوائد المالية من العمل في الخارج، فقد ثبت أن الانفصال عن الروابط الأسرية والثقافية يضر بصحة العمال المهاجرين الفلبينيين. عانت العديد من الفلبينيات العاملات في الخارج من تدهور الصحة العقلية، حيث أبلغن عن أعراض الاكتئاب من فقدان الانتماء والوحدة والشعور بالذنب.
تشكل أماكن العمل غير الآمنة وسوء المعاملة مشكلة كبيرة أخرى، حيث «أبلغ أكثر من 40٪ من العمال المهاجرين الفلبينيين في الولايات المتحدة عن مستويات عالية من التمييز في مكان العمل». غالبًا ما ترتبط النساء الفلبينيات بالقوالب النمطية مثل كونهن عرائس بالبريد (مجلة يتم اختيار عروسة منها لعريس ما) وامتلاك سمات خاضعة، مما يزيد من تمييزهن داخل وخارج مكان العمل.

### التأثير على الحوكمة
أظهرت الأبحاث التجريبية أن المهاجرين الفلبينيين والتحويلات التي يرسلونها إلى عائلاتهم مرتبطة بحوكمة أفضل. يتيح التعرض للسياسات الديمقراطية والبيروقراطيات الفعالة في البلدان المضيفة للمهاجرين استخدام تحويلاتهم لحث الأقارب في الوطن للمطالبة بحوكمة أفضل، على الأقل في سياق تعزيز التوفير الفعال للمنافع العامة على مستوى المقاطعات.

## الدول
لا يمكن نشر العمال الفلبينيين في الخارج بشكل قانوني إلا في البلدان المعتمدة من قبل وزارة الخارجية الفلبينية لتكون متوافقة مع قانون الجمهورية 10022، المعروف أيضًا باسم قانون العمال المهاجرين المعدل.

## روابط خارجية
- قواعد ولوائح POEA. تنظيم توظيف وتوظيف العمال المقيمين في الخارج